# Anderby
Anderby – wieś w Anglii, w hrabstwie Lincolnshire, w dystrykcie East Lindsey. Leży 54 km na wschód od Lincoln i 196 km na północ od Londynu.